# یواس‌ان‌اس سرجوخه جو ای مان (تی‌ای‌کی-۲۵۳)
یواس‌ان‌اس سرجوخه جو ای مان (تی‌ای‌کی-۲۵۳) (به انگلیسی: USNS Private Joe E. Mann (T-AK-253)) یک کشتی بود که طول آن ۴۵۵ فوت (۱۳۹ متر) بود. این کشتی در سال ۱۹۴۵ ساخته شد.